# Age of Empires: The Rise of Rome
Age of Empires: The Rise of Rome (tạm dịch: Thời đại của những Đế chế: Sự trỗi dậy của La Mã) là trò chơi máy tính thuộc thể loại chiến lược thời gian thực dựa trên lịch sử của sêri Age of Empies do hãng Ensemble Studios phát triển và Microsoft Studios phát hành vào ngày 31/10/1998.
Game thêm vào những phe phái mới gồm Đế quốc La Mã và ba nền văn minh khác có thể chơi được trong Age of Empires.

## Tính năng mới
Tính năng đặc biệt của The Rise of Rome là được thiết kế theo phong cách kiến trúc La Mã mới, chia sẻ cho tất cả bốn nền văn minh mới bao gồm La Mã, Đế Quốc Palmyra, Macedonia và Carthage. Bốn công nghệ mới có thể nghiên cứu được thêm vào. Các tính năng mới bao gồm năm đơn vị mới, bốn loại bản đồ mới ngẫu nhiên, và một bản đồ lớn có thể tùy chọn kích thước, cơ chế tìm đường cho tất cả các đơn vị cũng được cải thiện đáng kể.
Cách chơi có sự đổi thay lớn, giao diện được tinh chỉnh rất nhiều, chẳng hạn như xếp hàng ngũ cho các đơn vị, khả năng nhấp đúp chuột vào một đơn vị riêng lẻ và chọn những đơn vị cùng loại khác, cân bằng thiệt hại do máy bắn đá gây ra và tuỳ chọn để tăng giới hạn dân số vượt quá 50 (chỉ trong phần chơi mạng). Bằng cách cài đặt bản cập nhật 1.0a, ngoài ra người chơi cũng có thể sử dụng phím tắt để chuyển đổi qua lại giữa các cư dân nhàn rỗi.
Nhạc nền mới trong bản mở rộng này cũng được sáng tác mới lại, thay thế hoàn toàn những bản nhạc cũ trong phiên bản đầu tiên.

## Đón nhận
Trang web phê bình GameWorldNetwork chấm cho game với số điểm là 93%, và nhận xét rằng nó dường như là một trò chơi hoàn toàn mới.
Trò chơi này đã giành giải "Add-On of the Year" năm 1998 của Computer Games Strategy Plus. Các biên tập viên đã viết rằng "trò chơi đã thêm vào các chiến dịch mới, các quy tắc tinh tế và trải nghiệm chơi game mới cho một tựa đề game vốn đã được đánh giá cao."
Ở Việt Nam, đây là phiên bản nổi tiếng nhất và giữ được ấn tượng lâu bền nhất của Age of Empires với cộng đồng chơi game nhiều thế hệ với các lý do: là một trò chơi chiến thuật đúng nghĩa, có độ phức tạp vừa đủ và có tuổi thọ chơi lâu dài.